# Ivan Diakon
Ivan Diakon, beneški kronist, * konec 10. stoletja, † začetek 11. stoletja.
Ivan Diakon je deloval kot kronist in tajnik doža Petra II. Orseola. Njegove knjige so pomembne zaradi opisa beneško-hrvaških odnosov.